# A város
A város (angolul: City) Clifford D. Simak 1952-ben megjelent regénye. Nyolc novellát tartalmaz, amelyek eredetileg 1944 és 1951 között jelentek meg. Ezeket a novellákat fűzi össze a regény egyetlen történetté úgy, hogy rövid „jegyzetek” előznek meg minden egyes novellát. A regényt a Gnome Press adta ki először könyv formájában 1952-ben. Magyar nyelven először 1970-ben jelent meg a Kozmosz Fantasztikus Könyvek sorozatban Kuczka Péter fordításában.
Simak 1973-ban Epilógus címmel megjelentetett egy kilencedik történetet is, amit a regény 1980-as angol nyelvű kiadása is tartalmazott.
A regény 1953-ban elnyerte az International Fantasy Award irodalmi díjat fiction kategóriában.

## Történet
|  | Alább a cselekmény részletei következnek! |

Simak regényének kerettörténetét a benne szereplő „mondákhoz” írt jegyzetek adják. Ezek a jegyzetek a távoli jövőben és egy másik dimenzióban íródtak, ahol a civilizáció alapját a kutyák társadalma alkotja, és az emberi civilizáció emléke már csak a bizonytalan eredetű mondákban él tovább.

### A város
Az első monda az atomenergia és a hidroponika elterjedését, valamint a városok elnéptelenedését vetíti előre. Ebben ez utópisztikus világban megszűnnek az országok közötti konfliktusok, elhárul a háború veszélye, az ENSZ átalakul Világkormányzó Bizottsággá és az emberek vidékre költöznek a városokból hatalmas különálló birtokokra. Az egyetlen megmaradt feszültségforrás a munkájukat elvesztett farmerek elégedetlensége, akik nem találják a helyüket ebben az új világban.
Ezzel a mondával kezdődik a Webster család története is, akik az emberiség további történetében fontos szerepet fognak játszani.

### Kuckó
A második monda cselekményének idején az embereket már robotok segítik vidéki birtokaikon, és már az űrutazás is hozzátartozik a mindennapokhoz. Jerome A. Webster, a monda főhőse maga is járt a Marson fiatalkorában, és egyedülálló szakértője lett a marsi agy kutatásának. Barátja, Juwain, a Mars-lakó ugyanakkor az ember által nem ismert filozófia területén ért el egyedülálló eredményeket, azonban műve, a juwaini filozófia befejezetlen marad egy hirtelen bekövetkező agyi eredetű megbetegedés következtében. Webstert a Világkormányzó Bizottság kéri, hogy az emberiség érdekében utazzon újra a Marsra, és mentse meg barátja életét, hogy Juwain be tudja fejezni művét, ami az emberiség számára talán létfontosságú. Webster azonban képtelen eleget tenni a kérésnek: cserbenhagyja barátját és páciensét, mert képtelen megbirkózni az évek során kialakult agorafóbiájával, ami vidéki birtokához köti.

### Népszámlálás
A Websterek következő generációja továbbra is vidéki birtokán él és különféleképpen próbálja meg feledtetni a család becsületén esett szégyenfoltot, amit Juwain halála jelentett. Thomas Webster a űrhajók hajtóművének tökéletesítésének szentelte életét, amivel az emberiség először képes expedíciót küldeni az Alfa Centaurira. Két fia közül az egyik az expedíció részese. Másik fia, Bruce, egy új kutatásba kezd: megpróbálja a kutyákat elindítani egy saját civilizáció megteremtésének útján. Különböző beavatkozásokkal képessé teszi a kutyákat a beszédre, illetve az olvasásra. Ebben a mondában jelenik meg az első beszélő kutya: Nathaniel.
Ugyanakkor az új, központosítás és kormányok nélküli világrend újabb veszélyforrás kialakulásához vezet: megjelennek a mutánsok az emberek között. A mutánsok felkutatására a Világkormányzó Bizottság népszámlálókat küld ki azt remélve, hogy a mutánsok különleges képességeinek segítségével sikerül befejezni a Juwain befejezetlen művét. A mutánsok azonban nem hajlandóak az együttműködésre, individualisták, akik a maguk hasznára akarják felhasználni a juwaini filozófiát.

### Dezertálás
A negyedik monda cselekménye jelenti a fordulópontot az emberiség történetében. A cselekmény helyszíne a Jupiter felszíne, amit az emberek egy különleges technológia segítségével akarnak meghódítani és benépesíteni. Biológusok tanulmányozták a Jupiter felszínén található intelligensnek tűnő életformát, a csellengéreket. A csellengérek egy olyan faj, amely képes életben maradni a Jupiter felszínén uralkodó szélsőséges körülmények között is. Ezért egy máshol már sikerrel alkalmazott technológiával, úgynevezett transzformátorok segítségével alakítanak át embereket csellengérekké azzal a feladattal, hogy derítsék fel a bolygót, majd jöjjenek vissza. Az önkéntesek azonban soha nem térnek vissza. Az ötödik önkéntes elvesztése után Kent Fowler, a kísérleti állomás vezetője úgy dönt, hogy nem küld több önkéntest a halálba, hanem maga vállalja a következő küldetést, és magával viszi Towser nevű öreg kutyáját is. Meglepetésére csellengérként azonban semmit sem érzékel a szörnyű körülményekből, hanem egy tökéletes világban találja magát, tökéletes érzékeléssel, megfiatalodott testtel és egy kollektív tudat minden előnyével. Se ő, se Towser nem képesek visszatérni ebből a paradicsomi állapotból a kutatóállomás falai és emberi lét korlátai közé.

### A Paradicsom
Öt év elteltével Kent Fowler elszánja magát a visszatérésre, és visszatranszformáltatja magát emberré, hogy elvihesse az emberiségnek jó hírt a megtalált tökéletes világról. Tyler Webster, a Websterek leszármazottja, a Világkormány elnöke azonban nem örül a hírnek: világosan látja a veszélyt, hogy az emberek tömegesen akarnak majd a Jupiterre menni és csellengérré alakulni. Éppen ezért megpróbálják eltitkolni a hírt. A mutánsok azonban közbelépnek és telepatikus képességük, valamint a juwaini filozófia felhasználásával ráveszik az embereket, hogy az emberi civilizáció feladását és a Jupiter Paradicsomát válasszák. Tyler Webster nem tehet semmit, hiszen az egyetlen megoldás az erőszak bevetése lenne, azonban ez lehetetlen, hiszen a Földön ekkor már 125 éve nem történt gyilkosság.

### Szenvedélyek
A hatodik monda cselekményének idején a Földön már csak mindegy ötezer ember maradt, akik mind a Föld utolsó városában, Genfben élnek. Rajtuk kívül csak a mutánsok maradtak, illetve az emberek által itt hagyott robotok, és a Websterek beszélő kutyái a régi Webster-házban, akikre a Websterek régi robotszolgálója, Jenkins felügyel. Az „utolsó” Webster, Jon Webster is Genfben él. Egész életét egy történelmi témájú könyv megírásának szentelte, amit azonban nagy valószínűséggel soha senki nem fog elolvasni. Felesége már elhagyta, közös fiuk egyetlen szórakozása, hogy néhány barátjával időnként visszatér a természetbe és íjjal, meg nyíllal vadászik.
Miután volt felesége arról értesíti, hogy hibernáltatja magát, hogy csak valamikor a távoli jövőben ébredjen fel és folytassa életét, Jon úgy dönt, hogy meglátogatja a régi Webster-házat. Több ezer év után ő az első Webster, aki visszatér ide. Jenkins és a kutyák istennek kijáró tisztelettel fogadják, és ez ráébreszti Jont, hogy a kutyák önálló civilizációja csak akkor alakulhat ki, az emberi beavatkozás nélkül tud fejlődni. Visszatér tehát Genfbe, az egyetlen városba, ahol még élnek emberek és egy ősrégi védelmi mechanizmus bekapcsolásával szándékosan elzárja a várost a külvilágtól, így a bent lévő emberek örökre bentrekednek.

### Aiszóposz
A hetedik monda világában a kutyák már megvalósították saját álmukat, saját civilizációjukat, amely az ölés tilalmára, és az összes állat egyenjogúságára épül. Jenkins segítségével, útmutatásával megszelídítették a többi állatot is. Azonban az erdőben egy nap mégis újra „gyilkosság” történik, a kutyák körében terjed a hír, hogy a szellemvilágból, egy másik dimenzióból, egy szellem átjutott valahogy a kutyák világába.
A kutyák mellett már csak néhány ember él ebben a világban, akiket a kutyák már csak „websterekként” ismernek. Ők Jon Webster fiának és barátainak a leszármazottai, akik éppen Genfen kívül voltak az erdőben, amikor Jon Webster örökre elzárta Genfet a külvilágtól. Jenkins megtalálta őket és emlékezetükből éppúgy kitörölte az emberi történelem, gonoszság, háborúk, fegyverek és gyilkosság minden emlékét, mint ahogy a kutyák emlékezetéből is igyekezett eltüntetni az emberek emlékét. Éppen ezért a kutyák már nem tisztelik istenként a webstereket, és az emberek sem vadásznak állatokra. Egészen addig, amíg egy Peter nevű ember újra fel nem találja az íjat és a nyilat.
Ekkor Jenkins rájön, hogy az embernek veleszületett tulajdonsága a gyilkolás. Megpróbál tanácsért fordulni a mutánsokhoz, akik saját váraikba bezárkózva élnek, mióta az emberiség nagy része a Jupiterre távozott. A mutánsok várairól azonban kiderül, hogy már régen üresek, és valójában átjárót jelentenek más bolygókra és más világokra. A mutánsok ezeken keresztül hagyták el a Földet.
Peter és a másik dimenzióból átszabadult szellem eközben élet-halál harcba kezdenek. A szellem támadása újra kihozza Peterből a vadságot. Jenkins ugyan még éppen időben érkezik, és Peter megmenekül, azonban világossá válik Jenkins számára, hogy a kutyák és az emberek nem maradhatnak egy világban, ezért összegyűjti a megmaradt emberek kis csoportját és velük együtt egy másik dimenzióba távozik, hogy a kutyák nyugodtan fejlődhessen tovább a maguk útján, a gyilkolás tilalma mellett.

### Az egyszerű módszer
Újabb ötezer év telt el azóta, hogy Jenkins az emberek maradékával egy másik dimenzióba távozott és most újabb veszély fenyegeti a kutyák civilizációját: a hangyák. Az eltelt évek alatt a hangyák egy ismeretlen technikai civilizációt alakítottak ki a föld alatt, és most már képesek irányításuk alá vonni a Földön maradt robotokat, amelyeket részben még az emberek hagytak maguk után, amikor a Jupiterre távoztak, részben pedig a kutyák irányítanak. A hangyák által irányított robotok hatalmas építkezésbe kezdtek, aminek a célja ismeretlen, azonban évről évre egyre kevesebb életteret hagy a kutyák számára.
A probléma egyre világosabban körvonalazódik a kutyák számára is, amikor Jenkins váratlanul visszatér és megpróbál segíteni. Emlékszik rá, hogy az embereknek a régmúltban volt valamilyen módszerük a hangyák tevékenységének a megakadályozására, azonban nem emlékszik rá, hogy mi volt az, ezért meglátogatja a hibernált Jon Webstert, az elzárt Genfben. Jon tudja a választ, és a válasz egyszerű: az emberek méreggel megölték a hangyákat. Ez az egyszerű módszer azonban a kutyák civilizációjában nem járható út, hiszen annak alapja a gyilkolás tilalma, így tehát nem marad más megoldás, minthogy a kutyáknak el kell majd hagyniuk a Földet, ahol az ember és a kutya civilizációja kialakult, és át kell költözniük más dimenziókba, eddig még lakatlan szellemvilágokba.
|  | Itt a vége a cselekmény részletezésének! |

## Megjelenések

### angol nyelven
1. City, Gnome Press, 1952[3]

### magyarul
1. A város. Tudományos-fantasztikus regény; ford., életrajz Kuczka Péter, utószó Sebők Ferenc; Kozmosz Könyvek, Bp., 1970 (Kozmosz fantasztikus könyvek)
2. A város, A sci-fi mesterei, Móra Ferenc Ifjúsági Könyvkiadó, 1991, ford.: Kuczka Péter